# Rudolf Lindmayer
Rudolf Lindmayer (24 febbraio 1882 – 1957) è stato un tiratore di fune e lottatore austriaco.

## Biografia
Ha partecipato ai Giochi olimpici intermedi di Atene del 1906, dove ha gareggiato nelle gare di lotta greco-romana, vincendo la medaglia d'argento nei pesi medi. 
Nella stessa edizione ha partecipato alla gara di tiro alla fune con la squadra austriaca, che si è piazzata al quarto posto (su quattro squadre partecipanti).

## Palmarès
In carriera ha conseguito i seguenti risultati:
- Giochi olimpici

Atene 1906: argento nella lotta greco-romana pesi medi.